# Samuel Raapoto
Samuel Raapoto (né en 1921 à Raiatea, mort en 1976) est une personnalité de la Polynésie française, premier président de l'Église évangélique de Polynésie française (de 1963 à sa mort). 

## Biographie
Samuel Raapoto est né le 22 mai 1921 à Tevaitoa, sur l'île de Raiatea, dans une famille protestante. Après une formation à l'école pastorale de Tahiti, il devient pasteur de la paroisse de Mahaena, puis de l'île de Makatea, tout en étant employé à la Compagnie des phosphates. Il suit ensuite une formation théologique complémentaire en France métropolitaine, à Strasbourg. Puis il revient sur le territoire polynésien. 
En 1963, il devient le premier président de l'Église évangélique de Polynésie française, et le reste jusqu'à sa mort le 15 juin 1976
,, donnant à sa fonction à la tête de cette église protestante un prestige reconnu. Il s'emploie notamment à unifier la liturgie de cette église. Il veille enfin à tisser des relations avec les organisations protestantes internationales.
Il a été également membre de l’Académie tahitienne
, Fare Vāna'a en langue tahitienne, lui offrant provisoirement l'hospitalité au siège de son Église pour ses premiers travaux, à partir du mois de septembre 1974. Il a été directeur du bulletin Veà porotetani. Son fils Duro suivra ses traces.

## Hommages
Un lycée de l'Église protestante ma'ohi a été inauguré à son nom en 2000. Un timbre a également été diffusé à son effigie en 1988.

## Voir également